# Nikolaï Vtorov
Nikolaï Alexandrovitch Vtorov (en russe : Никола́й Алекса́ндрович Вто́ров), né le 27 avril 1866 à Irkoutsk (Empire russe) et mort assassiné le 20 mai 1918 à Moscou (RSFS de Russie), est un industriel russe.
Selon une étude publiée par le magazine Forbes en 2006, il est considéré comme ayant été l'homme vivant le plus riche de la Russie d'avant la Première Guerre mondiale (à l'exclusion de la maison Romanov). Il est tué par balle par un inconnu à son cabinet de travail. Il est inhumé dans la nécropole du monastère Skorbiachtchensky (Скорбященский монастырь) à Moscou qui est démoli en 1930.